# Ermida de Nossa Senhora do Pé da Cruz (Estoi)
A Ermida de Nossa Senhora do Pé da Cruz, também conhecida como Ermida do Pé da Cruz, é um monumento religioso situado na localidade de Estói, no Município de Faro, na região do Algarve, em Portugal.

## História e descrição
O edifício foi construído em 1600, tendo sofrido várias obras de remodelação ao longo da sua história.
A ermida está situada na Rua do Pé da Cruz, na periferia da localidade de Estói. A ermida é composta por uma só nave, que pode já ter sido um morabito, e possui vários painéis de azulejos-padrão do Século XVII, e um retábulo em traço rococó. A fachada, em estilo neoclássico, é formada por um portal de verga recta, rodeado por duas janelas de pequenas dimensões, um janelão por cima do portal, e um frontão triangular, que remata a fachada. Anexo ao edifício encontra-se um campanário, em estilo simples.